# Conflict: Desert Storm 2
| Сводный рейтинг       | Сводный рейтинг     | Сводный рейтинг     | Сводный рейтинг   | Сводный рейтинг     |
| Издание               | Оценка              | Оценка              | Оценка            | Оценка              |
| Издание               | GC                  | PC                  | PS2               | Xbox                |
| --------------------- | ------------------- | ------------------- | ----------------- | ------------------- |
| GameRankings          | 74,55 %             | 67,36 %             | 74,04 %           | 69,97 %             |
| Metacritic            | 73/100 (17 обзоров) | 65/100 (10 обзоров) | 70/100 (21 обзор) | 71/100 (19 обзоров) |
| MobyRank              | 74/100              | 73/100              | 67/100            | 74/100              |
| Иноязычные издания    |                     |                     |                   |                     |
| Издание               | Оценка              | Оценка              | Оценка            | Оценка              |
| Издание               | GC                  | PC                  | PS2               | Xbox                |
| 1UP.com               | N/A                 | C                   | C+                | C                   |
| AllGame               | N/A                 | [ 16 ]              | N/A               | N/A                 |
| Eurogamer             | N/A                 | 6/10                | N/A               | N/A                 |
| GameSpot              | 6,7/10              | 6,3/10              | 6,7/10            | 6,7/10              |
| GameSpy               | N/A                 | N/A                 | N/A               | [ 22 ]              |
| IGN                   | N/A                 | N/A                 | N/A               | 7,9/10              |
| XboxAddict            | N/A                 | N/A                 | N/A               | 90 %                |
| Русскоязычные издания |                     |                     |                   |                     |
| Издание               | Оценка              | Оценка              | Оценка            | Оценка              |
| Издание               | GC                  | PC                  | PS2               | Xbox                |
| Absolute Games        | N/A                 | 70 %                | N/A               | N/A                 |
| «Домашний ПК»         | N/A                 | [ 26 ]              | N/A               | N/A                 |
| «Игромания»           | N/A                 | 5,0/10              | N/A               | N/A                 |

Conflict: Desert Storm II (оригинальное название Conflict: Desert Storm II: Back to Baghdad, в официальной русской локализации «Конфликт: Буря в пустыне 2: Возвращение в Багдад») — компьютерная игра, выпущенная в 2003 году, описывающая события войны в Персидском заливе.

## Геймплей
Игра переносит игрока в команду спецназа из четырёх человек либо британских SAS, либо 22-й армии США Delta Force. Игрок должен пройти 10 миссий, спасая своих товарищей, попавших в плен, или уничтожая баллистические ракеты угрожающие миру на планете.
Одновременно можно управлять только одним членом команды, однако при помощи некоторых функций можно отдавать команды всем остальным. Разные приказы, такие как «следуй за мной» или «Открыть огонь» могут быть использованы для управления персонажами, не управляемыми игроком в данный момент (между членами команды можно переключаться по желанию). Игрок может использовать различные тактики передвижения, такие как двигаться незаметно и методично расстреливать противников по одному, используя глушитель, или бежать в полный рост на врага, стреляя из пулемёта по различным силам иракских военных. Игрок может не ограничиваться оригинальным арсеналом, он может найти много трофейного оружия и амуниции противника. Например, во многих миссиях приходится искать РПГ и другое противотанковое оружие для уничтожения техники противника.

## Сюжет
Игра состоит из четырёх частей.

### Первая часть
В этой части нам придётся спасать людей из отряда Дельта-2. В первой миссии мы оказываемся в Эль-Хадаре с целью проникнуть в город и найти бойцов Дельта-2 у подбитого вертолёта. Нам даётся LRDP Land Rower с пулемётом Браунинг М2 и гранатомётом MK 19. После уничтожения зенитных установок противника мы проникаем в город через стену и не находим членов отряда. Поиски отряда продолжаются, попутно необходимо уничтожить ЗСУ «Шилка» и всю бронетехнику. В этом нам будут помогать вертолёты AH 64. В конце концов мы находим людей из отряда. Их необходимо эвакуировать из города. Проникая в бункер противника в городе, нам придётся обороняться от танков, БМП, вертолётов и пехоты противника. Также придётся защищать вертолёт, эвакуирующий людей из Дельта-2 и самих людей из Дельта-2. Мы успешно справляемся с задачей и уезжаем из города.

### Вторая часть
Цель нашего отряда уничтожить коммуникации противника в городе. Правда, чтобы туда добраться, придётся уничтожить пункт КПП противника. Придётся вести себя тихо, не поднимая тревогу. В этой миссии придётся действовать тактично. Всё оружие у отряда с глушителем, за исключением Коннорса (пулемётчика). Нам даётся транспорт, ведь он единственный способ после выполнения задания уехать из зоны боевых действий. После уничтожения всей охраны мы проникаем в город, Мы уничтожаем коммуникации противника и уезжаем в лагерь.

### Третья часть
После выполнения миссий с разрушением коммуникаций, наш отряд окружают танки, пехота и вертолёт противника, вынуждая сдаться. Мы оказываемся в Багдаде в виде военнопленных. Нашей целью является побег из тюрьмы. Для этого придётся найти оружейную, спасти всех членов отряда и найти транспорт. После выполнения двух предыдущих пунктов мы находим автомобиль ГАЗ 69А и уезжаем.
Однако появилась новая угроза. Это ракетные комплексы СКАД. Миру угрожает химическая война. Именно ядовитым газом и наполнены боеголовки, которые нам придётся обезвредить. Мы проникаем в завод, обезвреживаем боеголовки и уничтожаем СКАД. Необходимо следить за ведением огня, находясь на заводе. Если попасть в цистерну, то газ может высвободиться и убить всех (в том числе и главных героев игры). Мы покидаем завод и уезжаем на базу НАТО.

### Четвёртая часть
Мы возвращаемся в НАТО и нам сразу дают задание. В нефтяном заводе Кувейта заложены заряды, при взрыве которых нарушится вся экосистема Кувейта. После обезвреживания зарядов нам необходимо встретиться с морскими пехотинцами США. Однако, на них нападают, и теперь наша задача защищать их.
Новая угроза для войск США — «сверхоружие» находящееся в Кувейте. Это артиллерийское оружие, мешающее пройти в Кувейт войскам НАТО. Чтобы штурмовик США уничтожил это оружие, придётся уничтожить всё ПВО в городе. Нам будет помогать капрал морской пехоты США на БМП «Брэдли». В конце операции капрала убивает Т-72, а БМП достается нашим главным героям.
Находясь в городе нужно уничтожить пункт управления сверхоружием, и само сверхоружие. В этой миссии нам будет доступен БМП, который можно будет управлять, уничтожая пехоту и танки противника. Бредли «подсвечивает» сверхоружие, и оно успешно уничтожено штурмовиком. Мы бежим к порту, где нас будет встречать вертолёт отряда Дельта-6, который увезёт нас. После, показывают сцену, где штурмовики A-10 уничтожает город. Нам показывают новости, где Эмир (важная персона из первой части игры) поздравляет всех с окончанием войны. Наш отряд уезжает на внедорожнике.